# Sde Dov Airport
Den här artikeln har delvis skapats av Lsjbot, ett program (en robot) för automatisk redigering (2016-09). Artikeln kan eventuellt innehålla språkliga fel eller ett märkligt bildurval. Mallen kan avlägsnas efter en kontroll av innehållet.
Sde Dov Airport (hebreiska: שדה דב, שדה התעפה דב הוז) är en flygplats i Israel som invigdes 1938. Den var belägen i den norra delen av landet. Sde Dov Airport ligger 13 meter över havet.
Terrängen runt Sde Dov Airport är platt. Havet är nära Sde Dov Airport åt nordväst. Runt Sde Dov Airport är det mycket tätbefolkat, med 4 670 invånare per kvadratkilometer. Närmaste större samhälle är Tel Aviv, 3,8 km söder om Sde Dov Airport. Runt Sde Dov Airport är det i huvudsak tätbebyggt.
Flygplatsen stängdes för gott den 30 juni 2019.